# Mihnea Alexandru Spulber
Mihnea Alexandru Spulber (11 dicembre 2000) è un saltatore con gli sci rumeno.

## Biografia
Originario di Săcele e attivo dal luglio del 2013, Spulber ha esordito ai Campionati mondiali a Oberstdorf 2021, dove si è classificato 12º nella gara a squadre, e in Coppa del Mondo il 15 gennaio 2023 a Zakopane (43º); ai successivi Mondiali di Planica 2023 è stato 49º nel trampolino normale, 50º nel trampolino lungo, 10º nella gara a squadre e 13º nella gara a squadre mista. Non ha preso parte a rassegne olimpiche.